# E̤
Cette page contient des caractères spéciaux ou non latins. S’ils s’affichent mal (▯, ?, etc.), consultez la page d’aide Unicode.
E̤, ou E tréma souscrit, est un graphème et une lettre additionnelle de l’alphabet latin utilisée dans l’écriture du kayah, du mindong et du puxian. Elle est composée d’un E et d’un tréma souscrit.

## Représentations informatiques
Le E tréma souscrit peut être représenté avec les caractères Unicode suivants (latin de base, diacritiques), :
| formes    | représentations | chaînes de caractères | points de code | descriptions                                         |
| --------- | --------------- | --------------------- | -------------- | ---------------------------------------------------- |
| capitale  | E̤               | E◌̤                    | U+0045 U+0324  | lettre majuscule latine e diacritique tréma souscrit |
| minuscule | e̤               | e◌̤                    | U+0065 U+0324  | lettre minuscule latine e diacritique tréma souscrit |